# Podhalski strelci
Podhalski strelci  (poljsko Strzelcy podhalańscy) je tradicionalni naziv za pripadnike in enote poljskih gorskih enot.
Trenutno edina formacija, ki nadaljuje to tradicijo, je 21. gorska brigada (izvirno 21. Brygada Strzelców Podhalańskich).

## Simboli
Značilna simbola gorskih strelcev sta t. i. Szarotka (gorska kapa) ter planika, ki se pojavlja na našitkih, oznakah ter grbih.
- Kovinski znak